# 香港教育大學涼薄大字報事件
香港教育大學涼薄大字報事件是香港教育大學的民主牆於2017年9月先後出現奚落香港教育局副局長蔡若蓮，及冒犯諾貝爾和平獎得主劉曉波和其妻子劉霞的大字報，並因為教大校方洩露閉路電視截圖及教大學生會的反應而成為備受香港社會各界關注的事件。由於大字報的語句被指涼薄歹毒，香港特別行政區行政長官林鄭月娥及教育局局長楊潤雄均開腔譴責並發出聲明，有立法會議員及中小學校長發起聯署表達不滿，並有多個建制派團體到教育大學在大埔的校園示威抗議，教大學生會則認為學生有權表達並批評校方以閉路電視錄像追查造成「白色恐怖」。另一方面，香港教育大學洩漏的閉路電視截圖廣泛流傳及被傳媒刊登後，被指是侵犯私隱，教大學生會對校方表達強烈不滿並要求校方道歉，私隱專員公署調查後認為教大校方需要為截圖的洩露負上最大責任。香港教育大學在事件發生三個月後證實張貼譏諷蔡若蓮喪子大字報的人士均為教大校內學生。

## 背景
2017年6月，侯任特首林鄭月娥向中央政府提名時任教育局副局長的楊潤雄，接替吳克儉擔任香港特別行政區第五屆政府的教育局局長，至於接替他出任教育局副局長的人選，則由侯任局長楊潤雄自行物色。楊潤雄表示自己長期任職公務員，所以想找一位具前線教育工作經驗的人士擔任副局長，到6月20日有傳媒報導教育局副局長將由福建中學（小西灣）的校長蔡若蓮出任，消息傳出後社會上出現反對聲音。
當時蔡若蓮亦担任政治立場親建制的香港教育工作者聯會副主席。蔡若蓮及其所屬的香港教育工作者聯會一直主張香港推行國民教育，支持在香港的中學及小學設立德育及國民教育科。香港教育大學教育政策與行政系副教授梁恩榮及多名教師亦共同发起聯署反對蔡若蓮出任副局長，表示她的政治背景「令公眾對政府未來的教育政策失去信心」。这份联署得到政治立場親泛民的香港教育專業人員協會和應，於7月初聲稱在兩週内获得5千人聯署反對蔡若蓮出任副局長。泛民主派主张國民教育属於洗腦式教育而反对國民教育，忧虑如果蔡若蓮擔任教育局副局長，会使國民教育重臨，因而堅決反對。
除此之外，蔡若蓮同时也担任青年事務委員會、撲滅罪行委員會、基本法推廣督導委員會及防止學生自殺委員會的委員，以及優秀教師選舉委員會召集人等多個公職，並曾經獲香港特區政府邀請協助制定教育及青年政策。
香港特區政府於2017年8月1日公佈首批副局長及政治助理名單，確認蔡若蓮為新任教育局副局長並於8月2日上任。蔡若蓮在上任後表示，備受爭議的國民教育不是由她推行，而香港的學校一直有推行國民教育，認為沒有迫切需要改變做法。對於發起聯署後未能阻止蔡若蓮出任教育局副局長，香港的泛民主派組織批評特首林鄭月娥破壞政府與教育界的互信，身兼教協副會長的教育界立法會議員葉建源對蔡若蓮的任命表示失望，而發起聯署反對蔡若蓮的香港教育大學副教授梁恩榮，更表示對蔡若蓮的任命感到擔憂、憤怒及無奈，批評林鄭月娥的決定違背民意。

## 教大標語奚落蔡若蓮

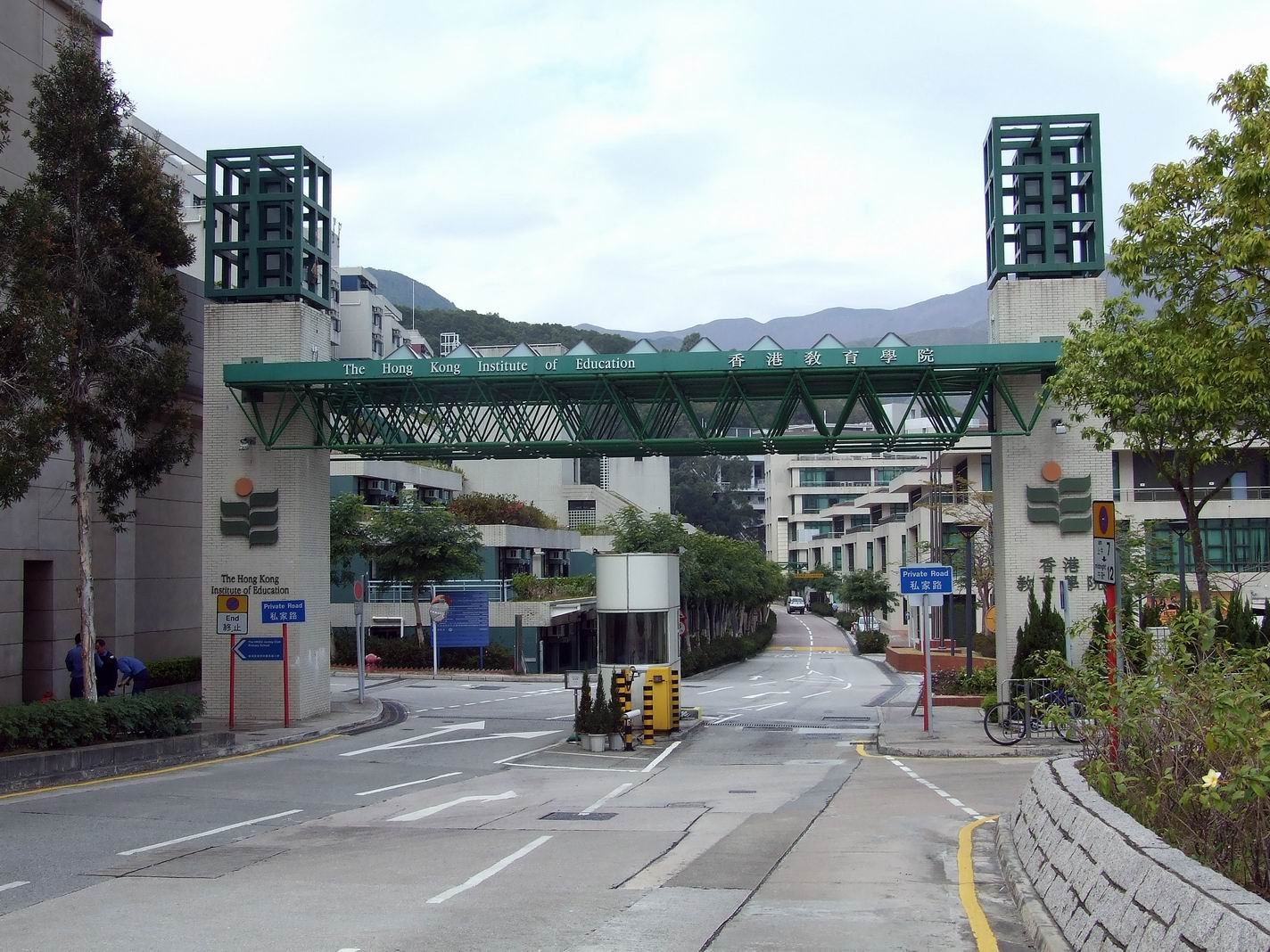
於2016年由香港教育學院升格为大学的香港教育大學

### 蔡若蓮長子自殺身故
蔡若蓮與丈夫及兩名兒子居於尖沙咀柯士甸道的擎天半島第3座41樓G室。潘匡仁是家中長子，在喇沙書院就讀中學，於香港理工大學完成物理治療課程及到海外進修後，在北區醫院任職物理治療師。潘匡仁生前熱愛運動及音樂，懂得彈鋼琴及吹奏色士風，在大學時期已有參加三項鐵人賽。2016年9月，潘匡仁在參加三項鐵人挑戰賽時發生嚴重意外，在單車比賽項目中頭部著地導致腦部受創，經急救及手術後需要在醫院留醫一個月。潘匡仁雖然在單車意外中挽回性命並重新投入工作，但這次嚴重受傷導致潘匡仁患上可發展為抑鬱症的創傷後遺症，而情緒也有所改變，他曾經向私家醫生求診。
2017年9月7日，正在休假的潘匡仁，於上午曾經突然坐在住所的窗台企圖輕生，不過家傭及時制止，但他後來反鎖自己在房間內，到上午11時50分，潘匡仁突然從住所擎天半島的41樓躍下，昏迷倒臥於9樓的平台，保安員立即報警，由救護車送往伊利沙伯醫院救治，但搶救一小時後傷重死亡，終年25歲。警方未有發現潘匡仁留有遺書，但認為死因沒有可疑，並懷疑與潘匡仁所患的情緒病有關。當時正在學校探訪的蔡若蓮得悉潘匡仁墮樓後，立即趕往醫院見潘匡仁最後一面，潘匡仁的遺體其後被移送到葵涌公眾殮房，而蔡若蓮於下午4時雙眼通紅不發一言離開醫院。
教育局於下午證實副局長蔡若蓮的長子不幸離世的消息，教育局長楊潤雄表示深感難過和惋惜，並代表教育局全體同事向蔡若蓮及她的家人致以最深切的慰問。楊潤雄稱：「我們會全力支持副局長，與她同行，度過困難的時刻。」

### 香港教育大學民主墙被贴上涼薄大字報
蔡若蓮長子潘匡仁離世的消息於9月7日中午過後傳出，在同日下午，香港教育大學位於大埔校舍內供學生發表意見的民主牆被發現貼上印有「恭喜蔡匪若蓮之子魂歸西天」的大字報，大字報由12張A4白紙打印組成，上面没有标注张贴者的姓名。大字報的照片經傳媒報導後立即引起社會各界關注，大字報張貼至黃昏方被移除，事件在傍晚获香港各大新聞媒體廣泛報導。

### 教育局譴責歹毒
教育局於晚上就香港教育大學出現針對蔡若蓮的大字報予以嚴厲譴責，批評是歹毒及惡意冒犯行為，又指事件令該校其他人感到蒙羞並有負社會期望。香港教育大學於晚上發出聲明譴責事件，並表示會翻查閉路電視錄像作出追查及跟進，而當晚有消息指大字報是由兩名青年合力張貼。香港教育大學校長張仁良於晚上出席活動時表示對事件感到憤怒，指言論超越人性道德的底線，批評兩名張貼大字報的青年不是人及無人性。
该大字報亦引起多個關注香港教育議題的組織抨擊。家校會及各區家長教師會聯會批評教大民主牆出現的語句不但令人非常憤慨，其冷血行為更令人不寒而慄。有教育界人士在網上發起聯署行動，斥責在教大民主牆貼出的大字報是玷污民主之名，張貼的人士根本不適合為人師表，要求教大校方盡速徹查事件並作出處分。

### 教大學生會稱有權表達及憂慮白色恐怖

#### 教大學生會會長出席電台訪談節目
於事發後的翌日9月8日早上，香港教育大學學生會會長黎曉晴出席商業電台以冒犯蔡若連大字報為題的訪談節目。黎曉晴在節目中就冒犯蔡若連大字報的出現成因及對校方的處理手法皆有所回應。
黎曉晴認為有人在教大民主牆張貼冒犯的大字報是因為社會無渠道或方法可表達自己的意見，所以轉移為情緒上的宣泄，她指社會應反思為什麼會有人發表一些你們覺得好有爭議性的言論，她又指即使張貼冒犯標語的是教大學生也屬於表達意見的權利，校方不應因為感到蒙羞而處罰學生。對於教大校方聲言會作出追究，黎曉晴指教大民主牆是由教大學生會負責管理，由於冒犯蔡若連的大字報帶有人身攻擊性質，又未有按照規定署名及寫上學生編號，並不符合學生會的民主牆使用守則，因此學生會在昨晚已派人移除有關大字報，但學生會不評論對有關大字報的立場，又認為事件是否令學校蒙羞也值得斟酌。
黎曉晴在電台節目上強調民主牆的管理是學生會的事務，既然有關大字報已經移除，校方就不應追究及處罰學生，她認為恰當的做法是把學生交由學生會處分，但如何處分則未有決定。黎曉晴又批評教大校方聲言會翻查閉路電視錄像進行追查及處罰學生的做法，將會令校園出現「白色恐怖」，她提到如果校方認為學生的做法與校方的立場不一致就翻查閉路電視，後果將會很嚴重，使學生在民主牆張貼不同意校方立場的內容時，都害怕受到校方的懲罰。香港教育大學學生會於同日早上發出聲明，否認冒犯蔡若蓮的大字報是教大學生會幹事所張貼，同時希望校方繼續尊重言論自由。

#### 教大學生會召開記者會表明立場
香港教育大學學生會於9月8日下午2時召開記者會，由會長黎曉晴與內務副會長張鑫代表學生會交代教大學生會的立場。學生會會長黎曉晴在記者會再次強調民主牆屬學生會的管轄範圍，學生會移除爭議性的大字報後，校方就不需要追究此事，即使要追究，都應交由學生會處理，如要作出懲處也應詢問學生的意見。就大字報所發表的奚落蔡若蓮喪子言論，黎曉晴認為是帶有人身攻擊，但她又指每個人均有主觀感受，學生會並不能制止。黎曉晴認為大眾應著眼於為何社會上有人會發表如此言論，是否因為社會缺乏適當渠道表達意見，導致出現情感宣洩。黎曉晴在記者會上表示擔心校方追究學生造成以言入罪，她重申學生會已經根據民主牆的使用規則移除針對蔡若蓮的大字報，校方仍要追究只會製造白色恐怖，所以反對校方翻查閉路電視追查及懲處學生。
黎曉晴在記者會上對民主牆的言論受到譴責作出質疑，她指香港推行教育制度改革時期有兩名教師自殺身亡，時任教育統籌局常任秘書長羅范椒芬曾經發表涼薄言論，而在年多前香港發生學生接連自殺的學生自殺潮，時任教育局局長吳克儉歸咎學生沒有做好生涯規劃，黎曉晴指當時兩位官員的言論與民主牆的言論如出一轍，她反問教大校長及教大其他高層為何沒有譴責羅范椒芬和吳克儉。
雖然教大學生會召開記者會表達反對追究學生的立場，但香港教育大學校董會主席馬時亨表明會追究到底，又稱「如果你是家長，你想不想昨日作出這行為的人，成為你子女的老師？」，對於被指收緊言論自由，他回應稱言論自由也有界限。

#### 教育局長回應感到痛心及否定白色恐怖
香港教育局局長楊潤雄於9月8日出席活動後作出回應，楊潤雄稱對於香港教育大學張貼有針對副局長蔡若蓮的侮辱性標語感到痛心，在蔡若蓮正承受喪子之痛的時候作出侮辱性的行為及言論是不尊重他人，他對此予以譴責。楊潤雄指言論自由並非沒有底線，必須合法行使並符合道德標準，而社會對相關的奚落性言論感到厭惡。楊潤雄又指事件受到社會關注，教大處理事件所採取的行動並不涉及白色恐怖。

### 閉路電視截圖流出
香港教育大學於9月7日出現奚落蔡若蓮的大字報後，校方當晚聲言會翻查閉路電視作出追查，至9月8日下午有傳媒刊登閉路電視的截圖。截圖顯示於9月7日下午5時，有兩名年男性青年站在民主牆前，疑似張貼針對蔡若蓮的大字報，而附近有一名女子正在觀看展品。另一幅閉路電視截圖顯示，這兩名年約20歲的青年正一邊閒聊一邊離開民主牆的位置，而且展露出笑容，其中一人戴有眼鏡，穿著白色恤衫及一件深色毛衣，拿着手機和手提包，而另一人穿著黑色上衣及長褲並背上背包。首先刊登閉路電視截圖的東方日報聲稱有關圖片是由讀者提供。

#### 教大回應截圖外洩
香港教育大學對於有傳媒刊登該校的閉路電視截圖，令疑似張貼奚落大字報的兩名青年的容貌曝光，教大在回應傳媒查詢時表示關注閉路電視截圖外洩，校方否認主動公開截圖，並呼籲各方停止轉發有關截圖，以保障當事人的私隱，也會通知私隱專員公署跟進閉路電視截圖外洩的事件，教大同時促請各方給予空間讓校方處理大字報事件。

#### 教大學生會質疑校方故意公開截圖
香港教育大學學生會發出聲明，質疑教大校方故意向傳媒公開閉路電視截圖，令兩名懷疑張貼大字報的青年容貌曝光，在未審先判下遭受公眾口誅筆伐。教大學生會強烈譴責校方的行為等同出賣學生，損害學生與校方的互信。教大學生會又指責校方公開閉路電視截圖是要製造寒蟬效應，讓公眾對兩名涉事青年進行文革式批鬥及網上公審，令同學日後不敢再發表任何意見，學生會斥責校長張仁良是滿口仁義，但其心可誅，做法教人心寒。
教大學生會其後發出公開信，批評校方自毀教大的樸實和自由風氣，擔心日後同學發表意見時會自我審查，甚至選擇沉默，與民主牆的原意背道而馳。教大學生會要求校方就公開閉路電視截圖向師生作出交代及道歉，並向公開閉路電視片段的決策者進行調查及聆訊，學生會同時要求校長張仁良收回其所發表的不當言論，並作出道歉。教大學生會又強調民主牆是由學生會所管轄，是教大全體師生自由發表意見的平台，校方無權在未得學生會同意下擅自處理在民主牆張貼的物品，教大學生會強烈讉責校方干預學生會的自治及破壞言論自由，學生會要求校方承諾往後不再干預民主牆及其他由學生會管轄之地，尊重學生自治的精神。

#### 區議員向私隱專員公署投訴
荃灣區議會議員譚凱邦表示，提供截圖的人以及公開截圖的媒體都是侵犯了個人私隱，他已向個人資料私隱專員公署作出投訴。譚凱邦認為以不法得來的閉路電視截圖會引導公眾作出公開批鬥，所以要求個人資料私隱專員公署立即調查香港教育大學是否有允許將閉路電視截圖交予媒體公開，並要求私隱專員公署交代香港教育大學是否已經違反《閉路電視監察措施指引》及《個人資料（私隱）條例》。 

### 教大涼薄大字報引發示威抗議
香港教育大學民主牆張貼奚落蔡若蓮的大字報引起社會廣泛關注，9月8日下午有多個建制派團體到香港教育大學位於大埔的校舍進行示威抗議，要求教大公開道歉。示威群眾拉起「教辱大學 冷血無恥」的橫額斥責香港教育大學是「香港教辱大學」，又以寫有「枉為未來師表 香港恥辱」的橫額痛斥教大是香港恥辱，也有示威者高舉「侮辱蔡若蓮，禽獸都不如」的標語抗議，同時高呼「我要教育學院，不要禽獸學院」的口號，又向教大副校長黃敏兒遞交請願信，要求教大校方盡快查明事件並公開涉事者身份，如為教大職員或學生應開除出校。

## 教大標語奚落劉曉波

### 簡體字標語奚落劉曉波夫婦
香港教育大學的民主牆繼張貼有冒犯教育局副局長蔡若蓮的大字報後，9月9日凌晨2時又貼出以簡體字列印的「恭喜刘匪晓波魂归西天 祝贺刘霞永被我党软禁」大字報，冒犯諾貝爾和平獎得主劉曉波和他的妻子劉霞。奚落劉曉波夫婦的大字報是以20張A4白紙組成並以簡體字列印，由於民主牆由教大學生會管理，學校的保安員發現大字報後通知校方，並由校方於清晨移除相關大字報，但大字報照片迅即流傳，並於早上被媒體廣泛報導。教大於9月9日上午發出聲明就民主牆再度張貼有冒犯性的大字報作出譴責並表示遺憾。

### 各界對奚落劉曉波標語的反應

#### 中國人權民運信息中心
總部設於香港並協助中國內地維權人士的中國人權民運信息中心發出聲明，強烈譴責香港教育大學張貼有冒犯劉曉波和妻子劉霞的大字報，又引述劉曉波家人回應稱海外甚麼人都有，對於標語的內容，他們並不想知道。

#### 教育局譴責所有侮辱言論
香港教育局局長楊潤雄於9月9日就香港教育大學接連出現冒犯性標語作出回應，他表示有中小學校長擔心教大的學生將來未能做到稱職的老師，但相信校長會挑選適合的人成為老師。對於香港教育大學的民主牆張貼有冒犯劉曉波和妻子劉霞的大字報，楊潤雄回應稱：「對所有侮辱不幸事件的家屬所作出的言論都予以譴責。」

#### 教大學生會質疑雙重標準
香港教育大學學生會於9月9日下午召開記者會，就教大民主牆張貼有奚落劉曉波夫婦的大字報後，校方及教育局長所作出的譴責表明學生會的立場。教大學生會會長黎曉晴同時對校方以未能聯絡學生會為由，擅自移除民主牆的大字報表達不滿，她強調民主牆是學生會的管轄範圍，校方不應撕去民主牆上展示的標語。
教大學生會在記者會批評校方採取「雙重標準」回應奚落蔡若蓮及劉曉波的大字報，她指校方雖然對蔡若蓮及劉曉波的冒犯標語都作出譴責，但對奚落教育局副局長蔡若蓮的大字報，校長張仁良直斥為超越人性道德底線，而對於奚落諾貝爾和平獎得主劉曉波的大字報，教大校方卻僅於上午發出新聞稿，只評論有關劉曉波的標語帶有冒犯成分。黎曉晴質疑校方是否因為當事人的背景及政治立場不同，於是採取不同程度的回應。黎曉晴又認為即使有學生違反民主牆的使用守則，也不應追究學生，她表示如果校方堅決追究學生，那麼對待兩則大字報的手法也須要一視同仁。
教大學生會會長黎曉晴又在記者會指出，特首林鄭月娥及教育局局長楊潤雄對於奚落教育局副局長蔡若蓮的大字報，不但予以譴責，而且都用上情緒化的詞語如「冷血」及「涼薄」加以斥責，但對於奚落劉曉波的標語，教育局局長只作出譴責，而特首則未有回應，黎曉晴指特首及教育局局長對於蔡若蓮及劉曉波的態度大有不同。
教大校方於9月9日晚上再發出聲明，對於奚落劉曉波的大字報進一步回應而言詞有所加強，指民主牆的兩宗奚落標語事件都是超出人性道德的底線，而校方將會合併兩宗事件徹查。

### 簡體字標語被質疑嫁禍內地生
香港教育大學的民主牆於凌晨所出現的「恭喜刘匪晓波魂归西天 祝贺刘霞永被我党软禁」大字報，所針對的是中國內地維權人士劉曉波，而且以簡體字列印，令人猜測是校內來自中國大陸的內地生所張貼，但有媒體引述在香港求學的內地生及網民的意見，指出大字報的用詞及字體都不符合中國大陸地區的使用習慣，因此懷疑有人企圖以簡體字列印冒犯劉曉波的標語嫁禍內地生。

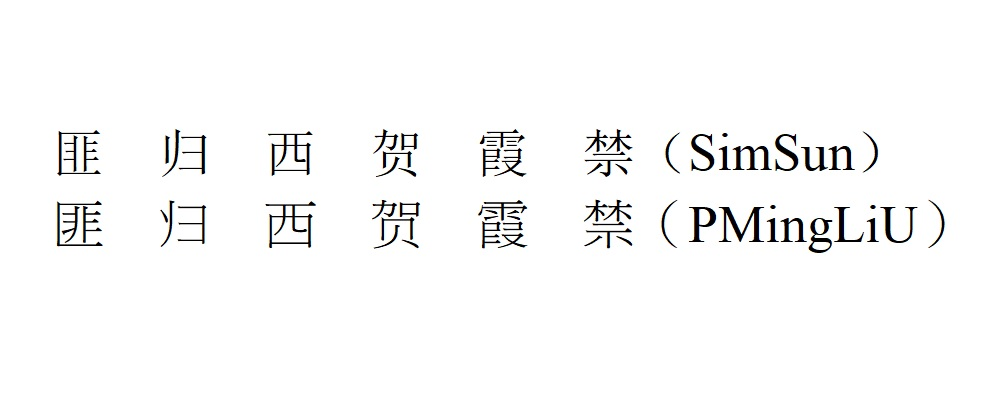
上方是中國大陸地區常用的中易宋體（SimSun），下方是香港教育大學冒犯劉曉波標語所用的新細明體（PMingLiU），可見兩種簡體字字體的字形差異。

#### 字體及用語被指不符合內地習慣
在教大民主牆張貼的冒犯劉曉波簡體字大字報，列印大字報的字體被質疑是香港常用的新細明體，而不是中國內地習慣使用的中易宋體。媒體引述內地生及網民的分析指出，即使是簡體字，但香港與內地在簡體字的寫法仍然有別。第一，「贺」字的「贝」所佔面積較內地常用字體為大。第二，「匪」字的「非」並不是中國內地寫法的非，內地寫法沒有提和撇，只有橫和豎組成。第三，「西」的「儿」帶有弧度，而內地寫法的筆劃比較直。第四，「归」字的起筆，香港的簡體字寫法起筆是點，而內地起筆是豎。第五，「禁」字的「示」，香港寫法是不帶勾的豎筆，內地寫法是帶有勾的。第六，內地所用字形要比香港所用字形收緊中宮。另外，中國內地慣用定語前置式，不會在名字中插入「匪」字，而劉曉波并非武装叛乱分子，也稱不上是「匪」，所以不會用「劉匪曉波」，最多称之为「異見人士劉曉波」。由於「匪」和「霞」都是新細明體的字形，而新細明體為繁體字作業系統所用，並非原生是簡體字的作業系統能夠直接輸出，所以冒犯劉曉波的簡體字大字報，被質疑是來自香港常用的繁體中文版視窗作業系統，針對劉曉波的大字報內容是用繁體字輸入，再利用軟件提供的繁簡轉換功能輸出簡體字，但轉換為簡體字後仍然是香港常用的新細明體。

#### 被質疑故意令事件複雜化
教大學生會曾於其所召開的記者會提出，針對劉曉波夫婦的標語與之前針對蔡若蓮的大字報所用字眼相似，但校方對兩者態度有異，令人聯想到與政治背景有關，但經內地生及網民抽絲剝繭後，發現冒犯劉曉波的大字報所用的簡體字字體及用字習慣，都是香港常用而不是中國內地所慣用，所以被指企圖嫁禍內地生掀起中港兩地學生矛盾，媒體更以於同年8月發生的民主黨黨員林子健自稱被擄走事件相提並論，提出教大民主牆貼出冒犯劉曉波大字報是「教大林子健」、「書釘健2.0」，質疑做法是自編自導自演試圖令冒犯蔡若蓮的大字報事件複雜化。

## 對教大生實習及求職的影響

### 教育局長擔心涉事者成為教師
香港教育局局長楊潤雄於9月8日出席「向老師致敬2017－敬師日慶典暨表揚狀頒發典禮」後會見傳媒，就香港教育大學出現冒犯副局長蔡若蓮的大字報回應傳媒提問。楊潤雄表示對教大民主牆出現侮辱性標語感到非常痛心，並予以譴責。楊潤雄指出「我們對教師的要求比常人更加高，因為他們影響我們的下一代、教育我們的小朋友」，並指出教大民主牆的侮辱性言論是「已經比我們要求普通人的水平為低」。對於傳媒問及侮辱性的大字報一旦是教大學生所張貼，而教大學生將來可能為人師表，楊潤雄回應稱「如果這些人將來會成為我們的教師，我是擔心的」。

### 議員聯署譴責及要求教大開除學生
教大民主牆張貼有冒犯蔡若蓮的標語引起香港社會各界關注，民建聯立法會議員陳恒鑌發起網上聯署要求香港教育大學徹查事件及作出追究，他斥責在教大出現的大字報是「泯滅人性」，既對死者不敬，又傷害死者家屬的心。陳恒鑌接受傳媒訪問時稱「教大必須揪出無人性的禽獸，並開除出校，免得這類物種日後成為教師誤人子弟」。陳恒鑌又稱香港教育大學作為培訓教師的基地，要避免「上樑不正下樑歪」，所以聯署列明要教大將涉事學生開除出校，而截至9月8日晚上10時，已有超過二千人參加聯署。

### 中小學校長聯署譴責事件
香港教育大學的民主牆一連兩日先後出現冒犯蔡若蓮及劉曉波的大字報後，除議員發起聯署要求教大開除涉事學生外，教育界也有聯署譴責事件，要求教大盡快查明及作出處分，並批評涉事者不配為人師表，截至9月9日早上已有超過1700位教育工作者參與聯署，其中500位是中學校長或小學校長，還有過千名教師。當中有一份以「社會各界」名義強烈譴責事件的聯署聲明，有一欄指香港教育大學的學生缺乏最基本的惻隱之心及同理心，又胡亂發放冷血言論及鼓勵惡言咀咒，這班畢業生不應受聘於教育界。任職中學校長的教聯會主席黃錦良指聯署不是由他發起，他表示教大事件令人痛心，希望教大能夠正視事件，所以參與譴責聯署，但未有參與永不錄用的聯署。任職小學校長的津貼小學議會顧問張勇邦認為涉事者沒有惻隱之心，落井下石，須要承擔責任，但他不認為要永不錄用該校學生，而校長通訊群組確有學界的聯署聲明廣傳。教聯會主席黃錦良也透露有個別校長在WhatsApp群組表達對教大學生的行為感到不滿，聲稱會永不錄用教大畢業生。

### 學生會稱教大生實習被取消及永不錄用
香港教育大學學生會會長黎曉晴於9月9日會見傳媒時稱，校方在內部師生會議上透露，教大管理層截至昨日已收到1700多個譴責教大出現涼薄標語的聯署，當中有500個是校長聯署，更有學校校長透過電郵或私人訊息向校方表示永不錄用教大畢業生，或不聘用近幾屆畢業的教大畢業生。黎曉晴又引述校方高層稱，有約10名原定獲編排到學校實習的教大學生，在發生大字報事件後被取消實習。教大學生會對於有學校取消教大學生實習表示痛心及憤怒，黎曉晴批評有關做法是未審先判，利用學生的前途威脅持相反意見的學生，對教大師生造成沉重壓力。黎曉晴又質疑有人以「禍不及妻兒」批評教大張貼有奚落蔡若蓮的大字報，但又採取「連坐法」不錄用所有教大學生，做法不公平及令她感到痛心和憤怒，黎曉晴認為校方有責任協助被取消實習的學生。
教育局局長楊潤雄於9月9日出席活動後回應稱，教大民主牆張貼有針對副局長蔡若蓮的標語後，他聽到有校長擔心持此態度的學生，將來不能成為稱職的教師，但他未有聽聞永不錄用所有教大學生。楊潤雄認為校長會理性聘請教師，不會所有教大學生都不被錄用，他相信校長會聘用適合的人擔任教師。他又稱未有聽聞有教大學生因此被取消實習，而教大應有機制處理學生的實習安排。楊潤雄又強調，對所有侮辱不幸事件家屬的言論，政府都予以譴責。

## 事件發展及教大跟進情況

### 教大拒絕報警助查
香港教育大學的民主牆於9月7日張貼有奚落蔡若蓮的大字報後，教育大學校長張仁良及校董會主席馬時亨均表明一定會追究到底，9月9日凌晨民主牆再貼有冒犯劉曉波夫婦的大字報後，教大更表示不排除報警處理，但是到9月11日，教大校長張仁良及校董會主席馬時亨出席商業電台就教育大學出現涼薄大字報的專訪節目上，校長張仁良表明不會報警，也不會將追查張貼者身份的認人程序交由警方協助。張仁良又以保護學生為由，表明張貼者即使是教大學生也不會公開身份。
對於校內民主牆出現冒犯蔡若蓮及劉曉波的標語，香港教育大學校董會主席馬時亨反复強調「政治歸政治、教育歸教育」，希望社會各界不要再發起聯署要求處分學生，又呼籲群眾不要再到教大校園示威抗議，並強調拍得懷疑是張貼者容貌的閉路電視片段不是校方故意對外發放。

### 教大學生會拒絕呼籲涉事者站出來
教大學生會會長黎曉晴於商業電台的雷霆881節目訪問中表示，即使證實是學生張貼冒犯標語，亦不認同要將涉事學生開除學籍。黎曉晴又指教育應是循循善誘，若果放棄涉事學生並不是教育者所為，她又稱樂見涉事者自行站出來承擔責任，但涉事者若果不願意也沒辦法，教大學生會也不會公開呼籲涉事者站出來承擔責任。

### 教大處理手法引起異議
香港教育工作者聯會主席黃錦良就教大校董會主席馬時亨不要再聯署的說法作出回應，他指自己有參與聯署是因為香港教育大學是教師的搖籃，對下一代有深遠影響，教育界譴責事件並要求教大查明真相及作出處分，與馬時亨所稱的搞政治沒有關係。黃錦良強調，追究事件根本是香港教育大學應承擔的責任，事件已嚴重影響教大聲譽，而作出處分也是教育方式之一，難道要教育界就此「隻眼開隻眼閉（裝作看不見）？」
發起網上聯署譴責事件的立法會議員陳恒鑌回應馬時亨對聯署的觀點。陳恒鑌指聯署是要關注未來教師的道德水平，並非干預校政，他希望馬時亨作為香港教育大學領導層，應多聆聽相關民意。陳恒鑌強調，奚落他人喪親是缺德行為，社會有需要發聲。他又指社會對事件發聲並非審判，反而大家看見事情不對都不出聲，就會漸漸變成溫水煮蛙，以後再過分的行為都不會有人指正。
早前到香港教育大學參與集會請願的港區全國人大代表陳勇表示，理解教大校董會主席馬時亨不想事情變得複雜的觀點，但陳勇認為是教大校內有人先把問題搞得複雜，他又指任何人都要守法，違法者怎可能躲在學校就不用負責。
有參與到香港教育大學集會請願的工聯會新界東辦事處總幹事鄧家彪表示，同意教大校董會主席馬時亨要求「政治歸政治、教育歸教育」的說法，但他指出如果有部分未來教師將極端政治思想帶進學校向學生灌輸，這是令人擔憂的。他又反問馬時亨教大怎樣真正做到「政治歸政治、教育歸教育」，事件已踐踏文明底線，而涉事者將來隨時成為教導小朋友的教師，所以不能坐視不理。

### 閉路電視截圖確定由校方洩露
香港教育大學調查涼薄大字報的閉路電視片段外洩，導致兩名疑似在民主牆張貼冒犯蔡若蓮大字報的青年容貌曝光，涉嫌侵犯私隱。個人資料私隱專員公署於9月20日完成調查，證實香港教育大學高層利用手機，透過即時通訊軟件WhatsApp的群組互相傳閱閉路電視片段時將截圖洩露。私隱專員公署指教育大學管理層於9月7日使用WhatsApp群組，用手機互相轉發閉路電視片段時，並未有告知片段須要保密及不得對外轉發，而教大管理層群組內有成員為辨識張貼者身份，於是將閉路電視截圖另外轉發給13位教員及1名學生，導致閉路電視截圖對外洩漏並被傳媒取得。
私隱專員公署專員黃繼兒指出，香港教育大學因為擔心冒犯蔡若蓮大字報的張貼者是教大學生，並要蒙受巨大壓力是可以理解，而翻查閉路電視片段本身並不違規，但教大未有對閉路電視片段採取必要的保安措施，沒有保障兩名疑似張貼者的身份，導致載有兩人容貌的閉路電視截圖外洩並廣泛散播，因此裁定香港教育大學違反保障資料第4原則。私隱專員公署已要求教育大學採取補救措施，防止事件再次發生。
香港教育大學回應私隱專員公署的調查結果，表示會接納公署的意見及制定閉路電視監察的政策，教大並對洩露私隱的事件感到遺憾。

#### 教大學生會要求校方負責並道歉
對於個人資料私隱專員公署指香港教育大學管理層傳閱閉路電視截圖時，違反資料保安的保護原則，教育大學學生會會長黎曉晴批評教大管理層是明知使用WhatsApp傳閱閉路電視片段會有很大的外洩風險，她表示不同意校方採用不尊重個人私隱的方法調查事件。黎曉晴又指在民主牆張貼的有關大字報並沒有違法，只是語句比較涼薄。黎曉晴質疑校方不惜冒險都要找出張貼者，是否教育工作者及大學應有的行為
。
教大學生會會長黎曉晴指校方必須對洩露閉路電視片段的事件負責及道歉，而學生會將會跟進個人資料私隱專員公署就事件發出的聲明。

### 潘匡仁設靈及舉殯
蔡若連和家人於9月25日在紅磡的世界殯儀館為潘匡仁設靈，喪禮以基督教儀式進行，署理行政長官張建宗及律政司司長袁國強等官員都有到靈堂弔唁。9月26日上午11時，潘匡仁的遺照由蔡若蓮的次子捧着出殯，蔡若蓮須要丈夫攙扶，遺體由靈車運送到和合石火葬場舉行火葬儀式。

### 冒犯標語證實是教大學生張貼
在冒犯標語事件發生超過三個月後，香港教育大學於2017年12月15日透過發言人證實在9月7日張貼「恭喜」蔡若蓮喪子大字報的兩名男子都是教大校內學生，校方又宣稱侮辱蔡若蓮的學生不是主修教育系，至於在9月9日凌晨張貼「恭喜」劉曉波逝世及劉霞被軟禁大字報的三名人士因為故意遮蓋容貌，所以校方未能辨別身份。教大指調查委員會已向校董會匯報調查結果，並已將奚落蔡若蓮的個案交由校內的紀律委員會跟進。
香港教育大學校董會主席馬時亨於2018年2月13日出席網台節目時稱，調查委員會已經完成校內學生嘲諷教育局副局長蔡若蓮喪子的調查，又指學生紀律委員會已就懲處作出決定，但教大不會公佈涉事學生的姓名、學科、年級等資料，也不打算交代懲處的內容，教大校長張仁良於2月14日會見傳媒時聲稱學生紀律委員會已經根據守則嚴正處理事件，但沒有透露處理的細節，也不會向學生會收回民主牆的使用權。在網上發起聯署要求教大徹查事件的民建聯立法會議員陳恒鑌認為，即使教大不公開涉事學生的身份，但教大的侮辱性標語事件已經引起社會各界高度關注，且涉及道德問題，若教大不交代怎樣懲處涉事學生，實難以令公眾信服。教育局副局長蔡若蓮則透過局方發言人表示對教大就侮辱性標語事件的處理手法不予評論。
教大學生會質疑校方的處理手法，指校方在紀律委員會的成員身份、程序及處理準則等方面都沒有公開，對大字報事件的處理缺乏透明度。教大學生會又批評校方曾經令攝有涉事同學容貌的閉路電視片段在媒體曝光，但事發至今仍未有管理層就侵犯同學私隱問責，校方至今也未有向同學正式道歉，教大學生會對校方的做法感到遺憾。

## 各界反應
香港特別行政區行政長官林鄭月娥於9月8日發出聲明，對於香港教育大學的民主牆針對剛要承受喪子之痛的教育局副局長，貼有極之涼薄和侮辱的字句感到極度遺憾，並予以強烈譴責，她又指在大專院校出現如此違反道德的冷血言論令社會整體震驚和憤慨。林鄭月娥表示已經聯絡香港教育大學校長張仁良表達對事件的極度關注。
香港聖公會大主教鄺保羅對香港教育大學的民主牆接連出現嘲諷、羞辱亡者與喪親者的標語，他直言感到痛心及不安。鄺保羅表示，「惻隱之心，人皆有之」，不應懷有落井下石的心態，更不應對喪親者幸災樂禍。鄺保羅又強調，嘲諷、羞辱亡者與喪親者的行為，都是涼薄、缺德及不人道的行為。
蔡若蓮在出任教育局副局長前曾任教並擔任校長的福建中學（小西灣），該校與同一辦學團體的另外三所福建中學校董會共同發表聲明，對蔡若蓮的兒子離世表達哀悼並致以深切慰問，同時斥責香港教育大學出現的冷血標語令人憤慨，若不盡早糾正將會對社會及下一代的成長造成無可挽回的破壞。
香港浸會大學協理副校長楊志剛指出，受過教育的大學生受言論自由的規範向來都高於街上路人。他以大學校園和街頭市井作比較，在旺角街頭的路人發表違反文明的卑劣言論，就算鬧上法庭都可用沒受過教育求情，但大學生卻不能，而言語暴力更會扼殺大學作為思想的搖籃。
香港大學防止自殺研究中心總監葉兆輝指出，自殺者家屬已承受巨大壓力，直斥教大民主牆的涼薄言論是在別人的傷口灑鹽，傷害很大。他又指自殺者家屬的自殺風險較正常高兩倍，而教大民主牆對蔡若蓮惡意攻擊的言論已越過基本底線。
行政會議成員，民主思路召集人湯家驊，對於教育大學學生會會長黎曉晴在電台節目上指道德沒有標準，他表示感到不寒而栗，他指從未有聽過為人師表者稱道德沒有標準。湯家驊又表示只能祈求我們的下一代不要遇上這一類教師。
教協副會長兼立法會教育界議員葉建源認為，教育大學民主牆出現奚落教育局副局長蔡若蓮喪子的字句是不可接受及應受到譴責，但希望各方不要激化事件，並指有校長表示永不錄用教大學生是過度反應，期望各界能夠心平氣和處理事件。
教協前會長及立法會教育界前議員張文光表示，他對蔡若蓮的兒子離世感到難過，而教育大學出現失掉人性的大字報令他感到震驚，若未來教師認同此行為就枉為人師，他希望教大認真處理違反人性的大字報，並期望各政治勢力遠離校園。
民主黨立法會議員黃碧雲認為，以大字報慶祝別人不幸，是違反做人應有的基本態度，應受到譴責。她又稱即使政見不同，都要互相尊重。
公民黨黨魁兼立法會議員楊岳橋認為，民主牆向來都是大學生爭辯之地，校方無須操心，若教大校方追究大字報事件，將會造成以言入罪。楊岳橋又指政府官員就奚落副局長喪子的大字報作出高調譴責和批評，予人偏袒權貴及干預校政的觀感，呼籲林鄭月娥和楊潤雄要思考為何教大校內會有這種聲音。
香港教育大學前身香港教育學院的畢業生，現任教大校友會幹事李曉迎，向母校管理層發出公開信，指教院時期師生展現不卑不亢的特質，但升格為大學不足兩年就變質，學生不但緊貼政治步伐，更變得比政客更冷血和更無情，完全看不見能成為未來教師，又指教大畢業生如果只有這種素質，寧願希望香港擁有的是教育學院。
大埔區議會主席張學明表示對事件感到痛心，希望教育大學徹查事件至水落石出，他又指大學的民主牆是供大家發表意見，而不是用作發表譁眾取寵的言論。
觀塘區議會議員兼城市智庫召集人洪錦鉉，他指事件已令教大校譽受損，學生會連日向校方施壓的言論，更令公眾深信大字報的張貼者與教大學生會有關，而在凌晨張貼以簡體字打印的冒犯劉曉波大字報，以為可達致平衡輿論的效果，反被質疑是「林子健自殘事件」的翻版。他呼籲教大學生要站出來認錯，以挽回社會對教大的信心。
教育評議會主席何漢權指教大出現冷血大字報是人神共憤，並發出聲明要求教育大學及教育局必須嚴肅處理事件，對涉事者按校規及師德標準予以嚴正處分。
大公報的社論指香港教育大學出現「冷血賀詞」對失去兒子的蔡若蓮冷嘲熱諷，是無恥之徒的行為，絕不能「高高舉起、輕輕放下」，認為校方必須查明涉事者並將之開除出校。
香港01的社論指香港教育大學的校舍位處偏辟，實在難以想像會有人長途跋涉到教大張貼大字報嫁禍該校學生，而教大學生會稱社會無渠道表達意見，才會有人張貼冒犯性的大字報表達不滿，屬是非不分的護短解說。社論又指大多數教育學系都設有情緒管理及特殊教育的課程，但學生的行為卻令人質疑日後能否充任教師。
眾新聞的社論批評特首林鄭月娥及教育局局長楊潤雄打壓言論自由，利用教大冒犯蔡若蓮的大字報對持不同意見的教大學生進行批鬥。社論又稱蔡若蓮本來可避免長子自殺的悲劇，又指冒犯劉曉波的大字報是要測試各方反應，試出教大校方因為人物政治背景採取雙重標準回應，張貼涼薄標語並不違法，校方卻沒有盡本分保護學生。
立場新聞有自稱法律界人士撰文，引用瑪麗醫院職員擅自發放梁愛詩病歷，以及電腦技術員擅自發放陳冠希在電腦內的照片作為案例，指如有教大職員擅自發放閉路電視片段同樣干犯「不誠實使用電腦」罪行。批評校長張仁良對張貼沒有犯法的標語竟毒罵學生不是人，卻為包庇擅自發放閉路電視截圖的教大職員而沒有報警追究。
香港中文大學社會學系教授蔡玉萍在明報發表評論，認為教育大學的民主牆出現冒犯性的大字報雖然對死者及家人不敬，但指事件與年輕人缺乏參政機會有關。她在文章指持異見的年輕人參政機會都被政府全面封殺，令年輕人要用社會運動的抗爭手法表達意見，以至張貼冒犯性的標語表達不滿。
在社交平台Facebook有一個以「香港癲佬力量」為名的支持港獨組織，聲稱因為不滿教大校長張仁良在事件發生後向蔡若蓮鄭重致歉，在網絡上發放張仁良兒子張蒲劍多個社交平台的連結，又稱張蒲劍現於德國慕尼黑一家投資公司工作，並列出該公司名稱及聯絡方式，被批評做法是煽動網民騷擾張仁良的家人。